# Piaskowiec męciński

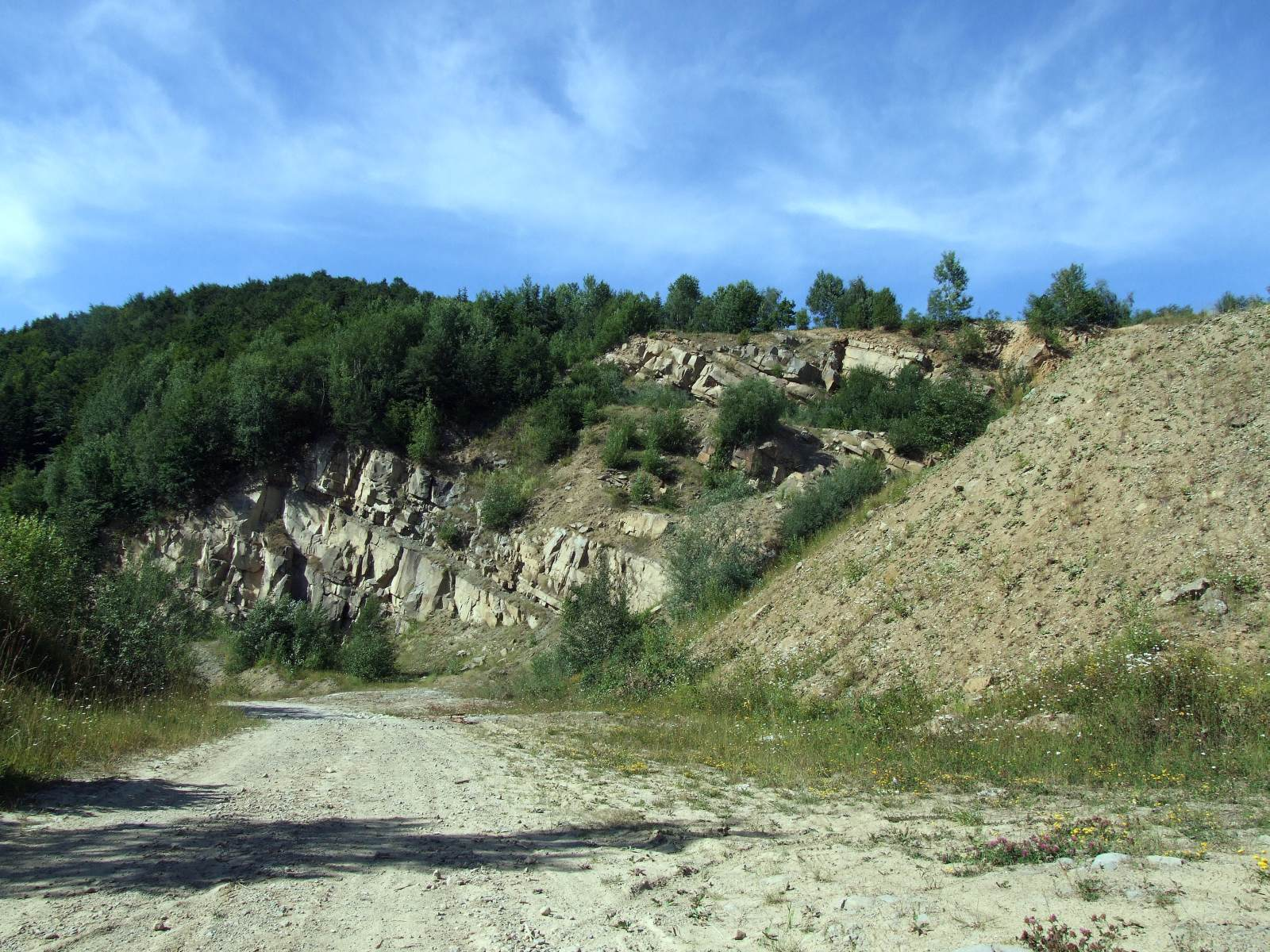
Piaskowiec męciński

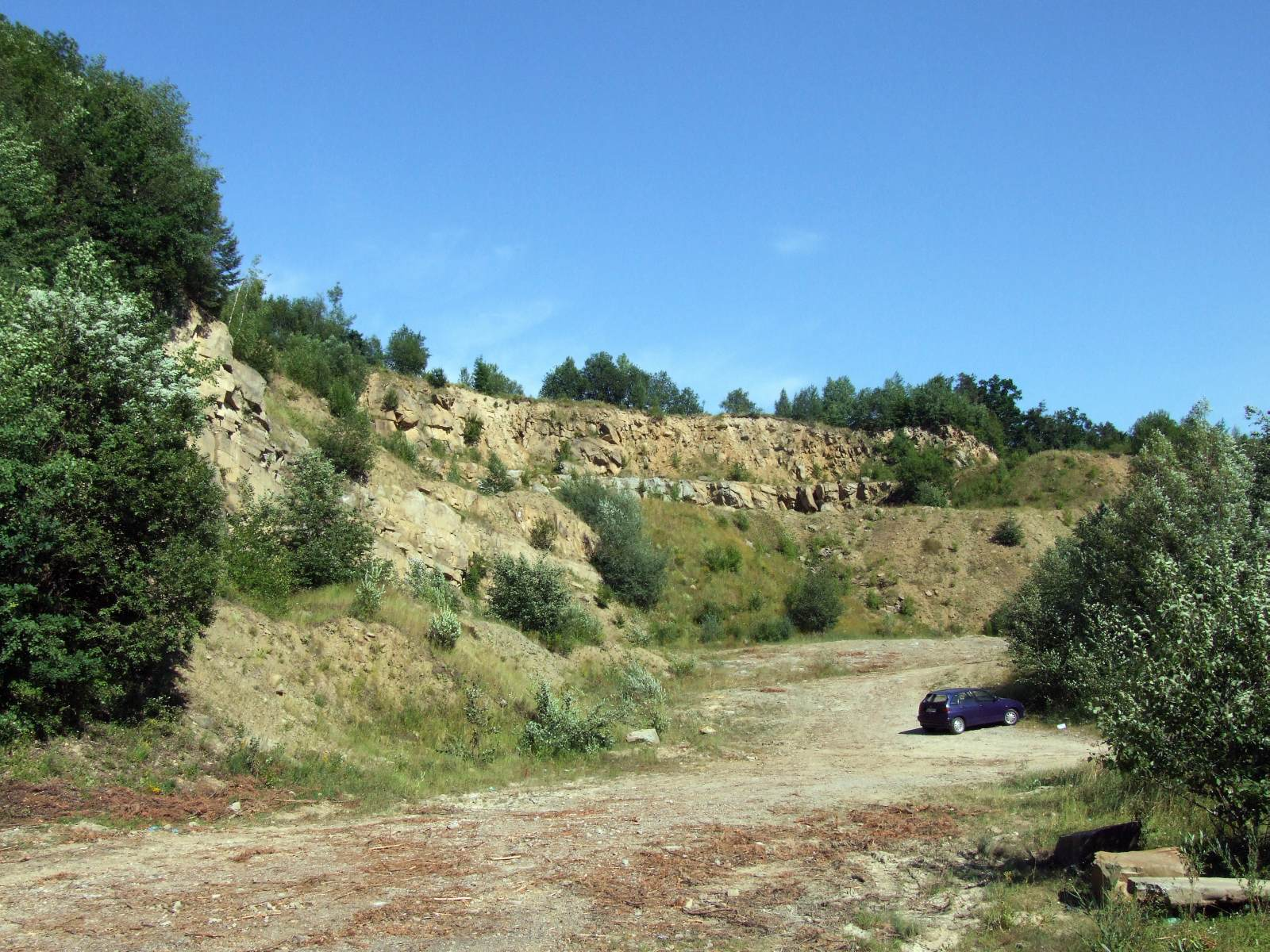
Kamieniołom w Męcinie

Piaskowiec męciński – piaskowiec wydobywany w Męcinie w Polsce, w województwie małopolskim, w powiecie limanowskim, w gminie Limanowa. Jest to piaskowiec magurski facji muskowitowej. Pod względem geologicznym leży w podjednostce raczańskiej płaszczowiny magurskiej, w Karpatach Zewnętrznych. Wiek piaskowca męcińskiego to górny eocen – oligocen.
Piaskowiec męciński jest barwy niebieskoszarej lub szarej, w wyniku wietrzenia zmienia kolor na szarożółty. Przyjmuje poler. Miąższość ławic piaskowca męcińskiego waha się pomiędzy 100 a 500 cm. Pomiędzy nimi występują łupki, będące skałą płonną.
Piaskowiec męciński sprzedawany jest pod nazwą handlową Królewska Męcina. Jego kopalnie są obecnie własnością prywatnej firmy Wolimex.

## Skład mineralogiczny
W skład piaskowca męcińskiego wchodzą:
- kwarc
- muskowit
- skalenie (głównie plagioklazy)
- sporadycznie także biotyt, glaukonit, okruchy innych skał, związki żelaza i chloryty

Spoiwo zróżnicowanie, występują spoiwa: od krzemionkowo-ilastego do węglanowo-ilastego, wapienno-ilaste i wapienne.

## Historia
Trudno wskazać początki eksploatacji piaskowca męcińskiego. W czasach II Rzeczypospolitej wydobywany dorywczo na potrzeby lokalne. W latach 70. XX w. kamieniołom został przejęty przez Kopalnie Surowców Drogowych w Krakowie, a następnie przez Kopalnie Odkrywkowych Surowców Drogowych w Rudawie. Od końca lat 90. był nieczynny. Po jego zakupie przez prywatną firmę Wolimex, która w 2008 uzyskała koncesję na eksploatację, w 2009 wznowił działalność.

## Cechy fizyczne
| Parametr                       | Badania z 2003 i 2008 | Badania z 2011       |
| ------------------------------ | --------------------- | -------------------- |
| gęstość objętościowa           | 2670 kg/m³            | 2593 kg/m³           |
| gęstość pozorna                | 2510 kg/m³            | bd.                  |
| porowatość                     | 6,28%                 | 2,91%                |
| nasiąkliwość                   | 1,85%                 | 1,12%                |
| ścieralność na tarczy Boehmego | 0,71 cm               | 0,8124 cm            |
| wytrzymałość na ściskanie      | 129,7 MPa             | 226 MPa              |
| wytrzymałość na zginanie       | bd.                   | 16,6 MPa             |
| wytrzymałość na rozciąganie    | 4,47 MPa              | bd.                  |
| wytrzymałość na ścinanie       | 8,94 MPa              | bd.                  |
| mrozoodporność                 | (25 cykli) całkowita  | (48 cykli) całkowita |

bd. – brak danych

## Zastosowanie
Piaskowiec męciński stosuje się w budownictwie (np. jako schody, elewacje, obudowy kominków) oraz w drogownictwie jako kruszywo.

### Przykłady zastosowania
Wybrane budowle, w których wykorzystany był piaskowiec męciński:
- kościół św. Jana Chrzciciela w Kobylance – schody
- osiedle Monolit w Straszynie – elewacja oraz dach[3]